# Lâm Hiểu Phong
Lâm Hiểu Phong hay Jerry Lamb (chữ Hán:林曉峰, sinh ngày 28 tháng 9 năm 1970) là một diễn viên, ca sĩ kiêm người dẫn chương trình người Hồng Kông.

## Tiểu sử và sự nghiệp
Lâm Hiểu Phong sinh ra trong một gia đình có nhiều người làm trong làng giải trí. Anh trai là DJ kiêm ca sĩ Lâm Hải Phong, chị gái là ca sĩ trên đài phát thanh Lâm San San và cậu là nam diễn viên nổi tiếng Địch Long.
Lâm Hiểu Phong được người hâm mộ điện ảnh biết đến nhiều nhất với vai diễn Bao Bì trong loạt phim Người trong giang hồ. Anh cũng là một trong số ít diễn viên tham gia toàn bộ loạt phim với cùng một vai diễn, bao gồm cả phần ngoại truyện.
Lâm Hiểu Phong nổi tiếng với vẻ ngoài ngố tàu nhưng thái độ tốt. Cũng như với vai trò một diễn viên, một trong những vai diễn xuất sắc nhất của anh ấy được cho là trong bộ phim The Log năm 1996 với sự tham gia của Michael Wong và Trịnh Tắc Sỹ.
Ngoài đóng phim, Lâm Hiểu Phong còn tham gia làm chủ trì các chương trình truyền hình, anh là người đồng dẫn chương trình của Super Trio Series, một chương trình tạp kỹ hài trên đài TVB Jade, cùng với Tiền Gia Lạc và Tăng Chí Vỹ. Năm 2015, với chương trình Sunday Songbird anh nhận được Giải thưởng thường niên TVB cho hạng mục Người dẫn chương trình xuất sắc cùng với Uông Minh Thuyên và Trịnh Thiếu Thu.
Năm 2018, Lâm Hiểu Phong tái ngộ cùng dàn diễn viên chính của Người trong giang hồ trong bộ phim Huynh đệ hoàng kim.
Năm 2021, Lâm Hiểu Phong tham gia vào chương trình Anh trai vượt mọi chông gai, phát sóng trên Mango TV cùng với 30 nam nghệ sĩ khác trong đó có Trần Tiểu Xuân, Tạ Thiên Hoa, Trương Trí Lâm, Lương Hán Văn. Nhờ được khán giả hưởng ứng lớn, năm tài tử tiếp tục ghi hình show thực tế mới, đắt show quảng cáo, sự kiện.

## Đời tư
Anh đã kết hôn với Khang Tử Ni năm 2002 và họ có với nhau hai con trai. Sau 18 năm chung sống, họ chia tay nhau.

## Phim ảnh
- Kim Chi Ngọc Diệp (1994)
- Người trong giang hồ (1996)
- Người trong giang hồ 2 (1996)
- Người trong giang hồ 3 (1996)
- Người trong giang hồ 4 (1997)
- Người trong giang hồ 5 (1998)
- Người Trong Giang Hồ: Hồng Hưng Thập Tam Muội (1998)
- Faces of Horror (1998)
- Thần Thám Ly Kỳ (1998)
- Về Với Nhân Gian (1999)
- Trung Hoa Anh Hùng (1999)
- Liệt Hỏa Truyền Thuyết (1999)
- Huyết Chiến Tử Cấm Thành (2000)
- Clean My Name, Mr. Coroner! (2000)
- Người Trong Giang Hồ: Sơn Kê Cố Sự  (2000)
- Người Trong Giang Hồ: Kẻ Thắng Làm Vua (2000)
- Chuyện Đường Phố (2000)
- Đặc Công - For Bad Boys Only (2000)
- Scaremonger (2001)
- Nữ Cảnh Kiều Hoa (2001)
- No Problem 2 (2002)
- Bao la vùng trời(2003)
- City of SARS (2003)
- Đam Mê Tình Ái (2004)
- Kung Fu Mahjong (2005)
- Half Twin (2006)
- Feel It Say It ... (2006)
- Tôi yêu Hong Kong 2012 (2012) (khách mời)
- Con Đường Ai Oán  (2013) (Phim truyền hình)
- Lạc Lối Ở Hong Kong (2015)
- Hiệp Sĩ Bánh Rán (2015)
- Kidnap Ding Ding Don (2016)
- Đặc Nhiệm Mỹ Nhân (2016)
- Tam Quốc Cơ Mật  (2018)
- Huynh Đệ Hoàng Kim (2018)
- A Journey of Happiness (2019)
- Phi Long Quá Giang (2019)